# Arthur Cole (cónego)
Arthur Cole DD (falecido em 18 de julho de 1558) foi um cónego de Windsor de 1543 a 1558 e presidente do Magdalen College, Oxford de 1555 a 1558.

## Carreira
Ele foi educado no Magdalen College, Oxford, onde se formou em BA em 1518, MA em 1522, BD em 1554 e DD em 1555.
Ele foi nomeado:
- Portador da cruz para o Cardeal Wolsey
- Reitor de Oddington, Gloucestershire 1547
- Reitor de Remenham, Berkshire 1549
- Prebendário de Twyford em St Paul's 1554
- Membro do Eton College 1554
- Presidente do Magdalen College, Oxford 1555-1558

Ele foi nomeado para a décima primeira bancada na Capela de São Jorge, Castelo de Windsor, em 1543, e ocupou a canonaria até 1558.